# Pietro Germi
Pietro Germi (Génova 14 de septiembre de 1914 - Roma 5 de diciembre de 1974) fue un director, guionista, actor y productor de cine y televisión italiano.

## Biografía
Pietro Germi nació el 14 de septiembre de 1914 en Génova, en via Ponte Calvi, hijo de Giovanni Germi (1879-1927), portero de hotel, y Armellina Castiglioni (1883-1966), ama de casa. En 1924 la familia se mudó a via Santa Croce. En 1927, tras la muerte de su padre, Pietro se quedó con su madre y sus tres hermanas Carolina (1917-1989), Gilda (1919-1994) y Enrichetta (1915-2005), que trabajaban en una conocida sastrería. Asistió a la escuela hasta el último año en el Instituto Técnico Náutico de Transportes y Logística de San Giorgio, pero no obtuvo el diploma porque no se presentó a los exámenes finales, a pesar de sus excelentes notas.
Posteriormente, se trasladó a Roma para seguir cursos en el Centro Sperimentale di Cinematografia,  permaneciendo muy cercano a sus hermanas. 

## Trayectoria
Inició su carrera actoral a los 25 años en Retroscena (1939), luego en El hijo del corsario rojo (1941) y Los últimos filibusteros (1943) en la que también trabajó como coguionista. También como actor apareció en Los últimos filibusteros y en Montecassino (1946). Estudió en Roma en el Centro Sperimentale di Cinematografia, donde siguió los cursos de dirección de Alessandro Blasetti. En 1945 debutó como director con El testigo, para la que también escribió la historia, un misterio psicológico completamente inusual en los años del neorrealismo.
Le siguieron la película policíaca de inspiración americana Gioventù perduta (1948) e In nome della legge (1949), protagonizada por Massimo Girotti y producida por Luigi Rovere, que obtuvo tres Cintas de Plata y fue un éxito de taquilla. Una de las primeras películas italianas sobre la mafia, por la que Germi recibió una Cinta de Plata especial, que le consagró como autor. Con el drama neorrealista Il cammino della speranza (1950), de nuevo producido por Rovere, Germi alcanzó por primera vez un nivel internacional. La película se presentó a concurso en Cannes y ganó el Oso de Plata en el Festival de Berlín. El noir realista La città si difende (1951) recibió el premio a la mejor película italiana en el Festival de Venecia.
Con sus últimas películas, Germi no convenció a la crítica, pero mantuvo una relación privilegiada con el público. En 1952 dirigió La presidentessa (La presidenta), adaptación al cine de la obra homónima de Maurice Hennequin y Pierre Veber, un título excéntrico en su filmografía, y el «western sureño» Il brigante di Tacca del Lupo (El bandido de Tacca del Lupo), con Amedeo Nazzari, basado en la novela homónima de Riccardo Bacchelli. En 1953, con Gelosia, llevó de nuevo a la gran pantalla la novela de Luigi Capuana Il marchese di Roccaverdina, tras la versión de sólo diez años antes dirigida por Ferdinando Maria Poggioli, y participó en la película episódica Amori di mezzo secolo con el segmento Guerra 1915-1918.

### Éxito
Permaneció inactivo durante casi dos años, pero con Il ferroviere (1956) rodó una de sus obras más exitosas e intensas. Il ferroviere fue un gran éxito de público y está considerada una de las obras maestras del director genovés y una de las últimas grandes expresiones del neorrealismo cinematográfico italiano.

Pietro Germi e Saro Urzì ne Il ferroviere (1956)

Le siguieron películas como L'uomo di paglia (1958) y la obra maestra Un maledetto imbroglio (1959), basada en la novela Quer pasticciaccio brutto de via Merulana de Carlo Emilio Gadda: uno de los primeros ejemplos del cine policíaco italiano apreciado, entre otros, por Pier Paolo Pasolini. En 1961, sorprendió a público y crítica dando un giro imprevisible a su carrera: empezó a rodar comedias mordaces, satíricas y grotescas.
La obra maestra Divorzio all'italiana (1961), en la que encarnó al inolvidable Barón de Cefalú, interpretado por Marcello Mastroianni y enredado por la adolescente Stefania Sandrelli, abrió esta nueva temporada afortunada de su carrera; La película, escrita con Ennio De Concini y Alfredo Giannetti y centrada en el crimen de honor, obtuvo una nominación al Oscar al mejor director, otra para Mastroianni como mejor actor, y ganó el de mejor dirección y mejor guion original, además de otros prestigiosos galardones. El título de la película daba nombre a cierto tipo de comedia que se producía en la Italia de la época, conocida como commedia all'italiana.

### Las últimas películas
En 1968, Germi rodó el elogio de la vida rural Serafino, con Adriano Celentano en una de sus mejores interpretaciones en el papel de un pastor de los Abruzos, que fue un rotundo éxito de público. En 1970 llegó el turno de Le castagne sono buone con Gianni Morandi, que para muchos es considerada la película menos exitosa del director. Tras Alfredo Alfredo (1972) protagonizada por Dustin Hoffman y Stefania Sandrelli, con una vuelta a la comedia grotesca, poco apreciada por la crítica, Comenzó a trabajar en el proyecto de la película Amici miei', que tuvo que ceder a su amigo Mario Monicelli ya que para entonces se encontraba físicamente incapacitado para trabajar debido a un agravamiento de la cirrosis hepática que padecía desde hacía algún tiempo.
Germi murió en Roma el 5 de diciembre de 1974, poco menos de dos meses después de cumplir 60 años; sus restos descansan junto a los de su primera esposa Anna en el pequeño cementerio de Castel di Guido, cerca de la capital.
Amici miei (Amigos míos), estrenada en los cines en 1975, está dedicada a él: en los créditos iniciales se indica significativamente «Una película de Pietro Germi» y sólo «Dirigida por Mario Monicelli».

## Filmografía

### Director y guionista
- Il testimone (1946)
- Gioventù perduta (1948)
- In nome della legge (1949)
- Il cammino della speranza (1950)
- La ciudad se defiende (La città si difende) (1951)
- Il brigante di Tacca del Lupo (1952)
- La presidentessa (1952)
- Gelosia (1953)
- Guerra 1915-18, episodio del film colectivo Amori di mezzo secolo (1954)
- El ferroviario (Il ferroviere) (1956)
- L'uomo di paglia (1958)
- Un maledetto imbroglio (1959)
- Divorcio a la italiana (Divorzio all'italiana) (1961)
- Seducida y abandonada (Sedotta e abbandonata) (1964)
- Señoras y señores (Signore & signori) (1966)
- Muchas cuerdas para un violín (L'immorale) (1967)
- Serafino (1968)
- Le castagne sono buone (1970)
- Alfredo, Alfredo (1972)

### Guionista
- Retroscena, dirigida por Alessandro Blasetti (1939)
- L'amore canta, dirigida por Ferdinando Maria Poggioli (1941)
- Il figlio del corsaro rosso, dirigida por Marco Elter (1943)
- Gli ultimi filibustieri, dirigida por Marco Elter (1943)
- I dieci comandamenti, dirigida por Giorgio Walter Chili (1945)
- Contro la legge, dirigida por Flavio Calzavara (1950)
- Amici miei, dirigida por Mario Monicelli (1975), póstumo[8]

### Actor
- La corona di ferro, dirigida por Alessandro Blasetti (1941)
- Montecassino, dirigida por Arturo Gemmiti (1946)
- Fuga in Francia, dirigida por Mario Soldati (1948)
- Il ferroviere, dirigida por Pietro Germi (1956)
- L'uomo di paglia, dirigida por Pietro Germi (1958)
- Un maledetto imbroglio, dirigida por Pietro Germi (1959)
- Il rossetto, dirigida por Damiano Damiani (1960)
- Jovanka e le altre (5 Branded Women), dirigida por Martin Ritt (1960)
- La viaccia, regia di Mauro Bolognini (1961)
- Il sicario, dirigida por Damiano Damiani (1961)

### Productor
- Signore & signori, dirigida por Pietro Germi (1966)
- L'immorale, dirigida por Pietro Germi (1967)
- Serafino, dirigida por Pietro Germi (1968)
- I giovedì della signora Giulia - serie TV (1970)

## Premios y distinciones
Premios Óscar
| Año  | Categoría                        | Trabajo nominado       | Resultado |
| ---- | -------------------------------- | ---------------------- | --------- |
| 1963 | Mejor director                   | Divorcio a la italiana | Nominado  |
| 1963 | Mejor argumento y guion original | Divorcio a la italiana | Ganador   |

Festival Internacional de Cine de Cannes
| Año  | Categoría     | Trabajo nominado       | Resultado |
| ---- | ------------- | ---------------------- | --------- |
| 1962 | Mejor comedia | Divorcio a la italiana | Ganador   |
| 1966 | Palma de Oro  | Señoras y señores      | Ganador   |

Festival Internacional de Cine de Venecia
| Año  | Categoría               | Película              | Resultado |
| ---- | ----------------------- | --------------------- | --------- |
| 1951 | Mejor película italiana | La ciudad se defiende | Ganador   |

Festival Internacional de Cine de San Sebastián
| Año  | Categoría                             | Trabajo nominado | Resultado |
| ---- | ------------------------------------- | ---------------- | --------- |
| 1956 | Mejor director en película extranjera | El ferroviario   | Ganador   |

Festival Internacional de Cine de Berlín
| Año  | Categoría                   | Película                  | Resultado |
| ---- | --------------------------- | ------------------------- | --------- |
| 1951 | Oso de Plata al Mejor Drama | El camino de la esperanza | Ganador   |